# Faye
Faye is een gemeente in het Franse departement Loir-et-Cher (regio Centre-Val de Loire) en telt 178 inwoners (2004). De plaats maakt deel uit van het arrondissement Vendôme.

## Geografie
De oppervlakte van Faye bedraagt 8,9 km², de bevolkingsdichtheid is 20,0 inwoners per km².
De onderstaande kaart toont de ligging van Faye met de belangrijkste infrastructuur en aangrenzende gemeenten.

## Demografie
Onderstaande figuur toont het verloop van het inwonertal (bron: INSEE-tellingen).